# Bazoges-en-Paillers
Bazoges-en-Paillers ist eine französische Gemeinde im Département Vendée in der Region Pays de la Loire. Sie gehört zum Arrondissement La Roche-sur-Yon und zum Kanton Montaigu-Vendée (bis 2015: Kanton Saint-Fulgent). Die 1.551 Einwohner (Stand: 1. Januar 2022) werden Baizogeais und Baizogeaises genannt.

## Geographie
Bazoges-en-Paillers liegt etwa 48 Kilometer südsüdöstlich von Nantes und etwa 31 Kilometer nordöstlich von La Roche-sur-Yon. Die Maine begrenzt die Gemeinde im Süden. Umgeben wird Bazoges-en-Paillers von den Nachbargemeinden Les Landes-Genusson im Norden, La Gaubretière im Nordosten, Beaurepaire im Osten, Saint-Fulgent im Süden, Chavagnes-en-Paillers im Südwesten sowie La Boissière-de-Montaigu im Westen und Nordwesten.

## Bevölkerungsentwicklung
| Jahr                      | 1962 | 1968 | 1975 | 1982 | 1990 | 1999 | 2006 | 2013 | 2020 |
| Einwohner                 | 771  | 772  | 760  | 793  | 826  | 844  | 966  | 1276 | 1481 |
| Quelle: Cassini und INSEE |      |      |      |      |      |      |      |      |      |

## Sehenswürdigkeiten

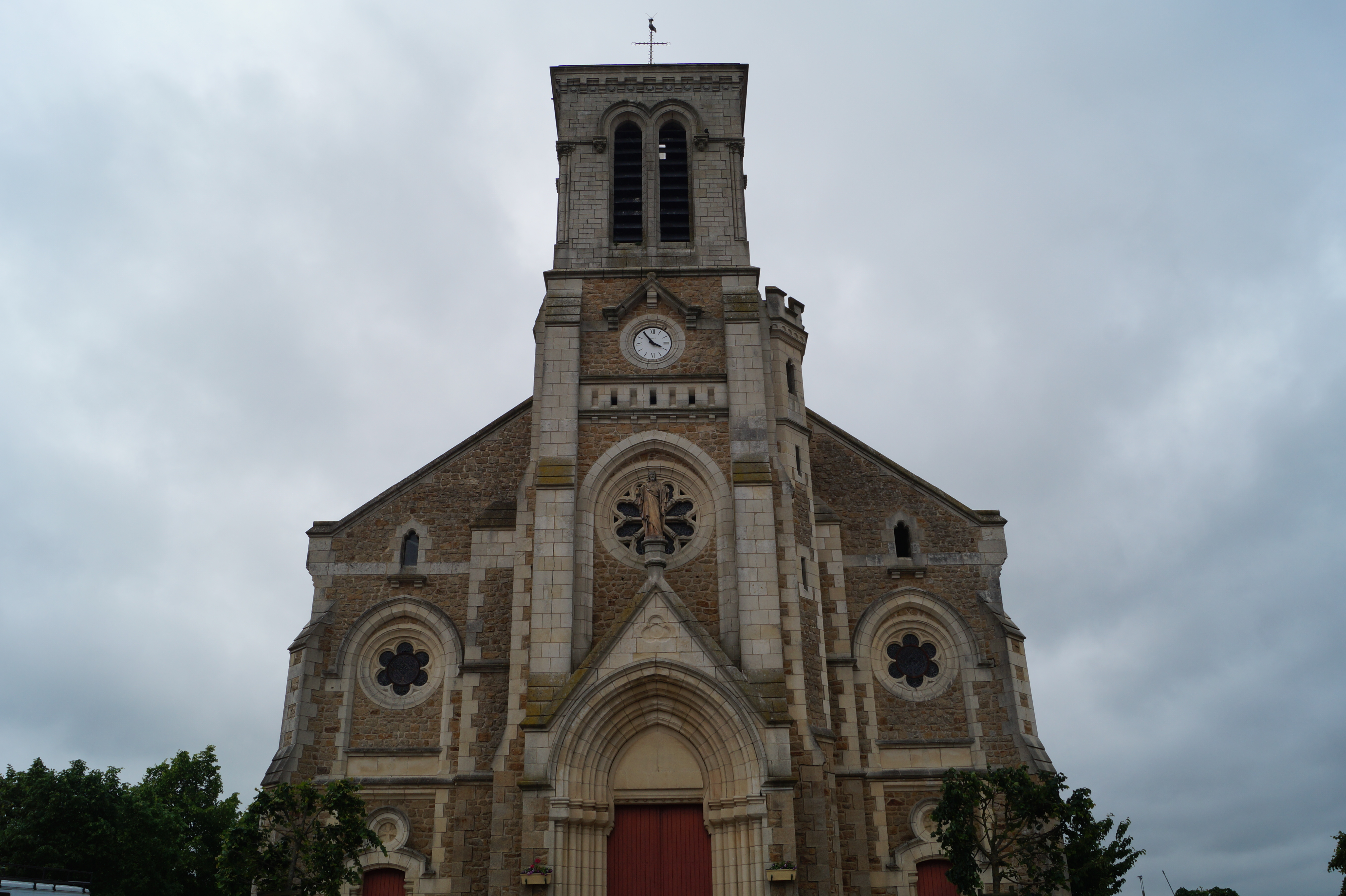
Kirche Sacré-Cœur

- Kirche Sacré-Cœur